# Matsumoto Ryota
Ryota Matsumoto (松本 良多 Matsumoto Ryōta) là một cầu thủ bóng đá người Nhật Bản. Anh thi đấu cho Montedio Yamagata ở J2 League.

## Thống kê câu lạc bộ
Cập nhật đến ngày 23 tháng 2 năm 2016.
| Thành tích câu lạc bộ | Thành tích câu lạc bộ | Thành tích câu lạc bộ | Giải vô địch | Giải vô địch | Cúp                   | Cúp                   | Tổng cộng | Tổng cộng |
| Mùa giải              | Câu lạc bộ            | Giải vô địch          | Số trận      | Bàn thắng    | Số trận               | Bàn thắng             | Số trận   | Bàn thắng |
| Nhật Bản              | Nhật Bản              | Nhật Bản              | Giải vô địch | Giải vô địch | Cúp Hoàng đế Nhật Bản | Cúp Hoàng đế Nhật Bản | Tổng cộng | Tổng cộng |
| --------------------- | --------------------- | --------------------- | ------------ | ------------ | --------------------- | --------------------- | --------- | --------- |
| 2013                  | Consadole Sapporo     | J2 League             | 20           | 1            | 3                     | 0                     | 23        | 1         |
| 2014                  | Consadole Sapporo     | J2 League             | 5            | 0            | 1                     | 0                     | 6         | 0         |
| 2015                  | Machida Zelvia        | J3 League             | 29           | 0            | 4                     | 0                     | 33        | 0         |
| Tổng                  | Tổng                  | Tổng                  | 54           | 1            | 8                     | 0                     | 62        | 1         |